# 미후네정
미후네정(일본어: 御船町 미후네마치[*])은 일본 구마모토현 가미마시키군의 정이다.
예로부터 가미마시키 지방의 정치·경제·문화 중심지였다. 현내 굴지의 양조 마을이며 유수한 상업도시로도 알려져 왔다. 또 요새로서 중요한 땅으로 난보쿠초 시대부터 1877년의 세이난 전쟁에 이르기까지 많은 전투가 벌어져 옛 전쟁터나 오래된 문화·사적·명승지도 많다. 공룡 화석이 발견되었기 때문에 공룡 마을로도 알려져 있다.

## 역사
난보쿠초 시대 무렵부터 센고쿠 시대까지는 아소씨의 일족인 미후네씨가 이곳을 지배했다. 1587년 도요토미 히데요시에 의해 히고국은 이분되어 고니시 유키나가가 지배했다. 세키가하라 전투로 유키나가가 멸망하면서 가토 기요마사가 이곳을 지배했다. 1633년 가토 다다히로가 물러나고 호소카와 다다토시의 지배를 받기 시작했으며 이후 호소카와씨가 메이지 시대까지 지배했다.
1955년 1월 1일에 미후네정을 포함한 1정 5촌이 합병해 현재의 미후네정이 되었다.

## 교통

### 도로
- 규슈 자동차도
- 국도 443호선
- 국도 445호선